# Солбијате Олона
Солбијате Олона (итал. Solbiate Olona) је насеље у Италији у округу Варезе, региону Ломбардија.
Према процени из 2011. у насељу је живело 5380 становника. Насеље се налази на надморској висини од 253 м.

## Становништво
Према резултатима пописа становништва 2011. у општини је живело 5.579 становника.
| 1931. | 1936. | 1951. | 1961. | 1971. | 1981. | 1991. | 2001. | 2011. |
| ----- | ----- | ----- | ----- | ----- | ----- | ----- | ----- | ----- |
| 2.289 | 2.291 | 2.770 | 3.249 | 3.929 | 4.205 | 4.792 | 5.594 | 5.579 |